# Tatry Słowackie. Przewodnik
Tatry Słowackie. Przewodnik – przewodnik turystyczny po Tatrach Słowackich. Jego autorem jest Józef Nyka – polski alpinista, taternik, popularyzator alpinizmu i turystyki górskiej, autor przewodników turystycznych. Tatry Słowackie to w Polsce najbardziej znany przewodnik po słowackiej części Tatr. O jego popularności świadczy fakt, że w 2018 roku pojawiło się już 11 jego wydanie.
Przewodnik jest ciągle aktualizowany. Wydanie 11 zawiera następujące rozdziały:

- Od autora
- Z Tatrami na ty – ogólna charakterystyka Tatr
- Rady praktyczne A–Z
- Słowniczek słowacko-polski
- Słowackie Tatry Wysokie i Bielskie
  - Słowackie Tatry Wysokie i Bielskie
  - Dookoła Tatr Spiskich
  - Dolina Białej Wody
  - Dolina Jaworowa
  - Tatry Bielskie
  - Dolina Kieżmarska
  - W masywie Łomnicy
  - Dolina Staroleśna i Zimnej Wody
  - Dolina Wielicka
  - Dolina Batyżowiecka
  - Dolina Mięguszowiecka
  - Krywań i jego okolice
  - Dolina Koprowa
- Słowackie Tatry Zachodnie
  - Podnóżami Tatr Liptowskich
  - Dolina Cicha
  - Bystra - najwyższy szczyt Tatr Zachodnich
  - Dolina Żarska
  - Dolina Jałowiecka
  - Wokół Tatr Orawskich
  - Dolina Zuberska
  - Wycieczki z Orawic
- Tatry w 136 hasłach
- Literatura
- Mapy
- Indeks ważniejszych nazw
- Spis mapek i planów
- Spis panoram
- Spis okienek
- Spis rycin i zdjęć

Trasy turystyczne są numerowane, co ułatwia odszukiwanie ich opisu. Podawany jest czas przejścia (dla przeciętnego turysty), opis szlaków, ich trudność i wskazówki praktyczne. W opisach szlaków ciekawe informacje o historii, geologii i przyrodzie mijanych obiektów.